# 카이니나

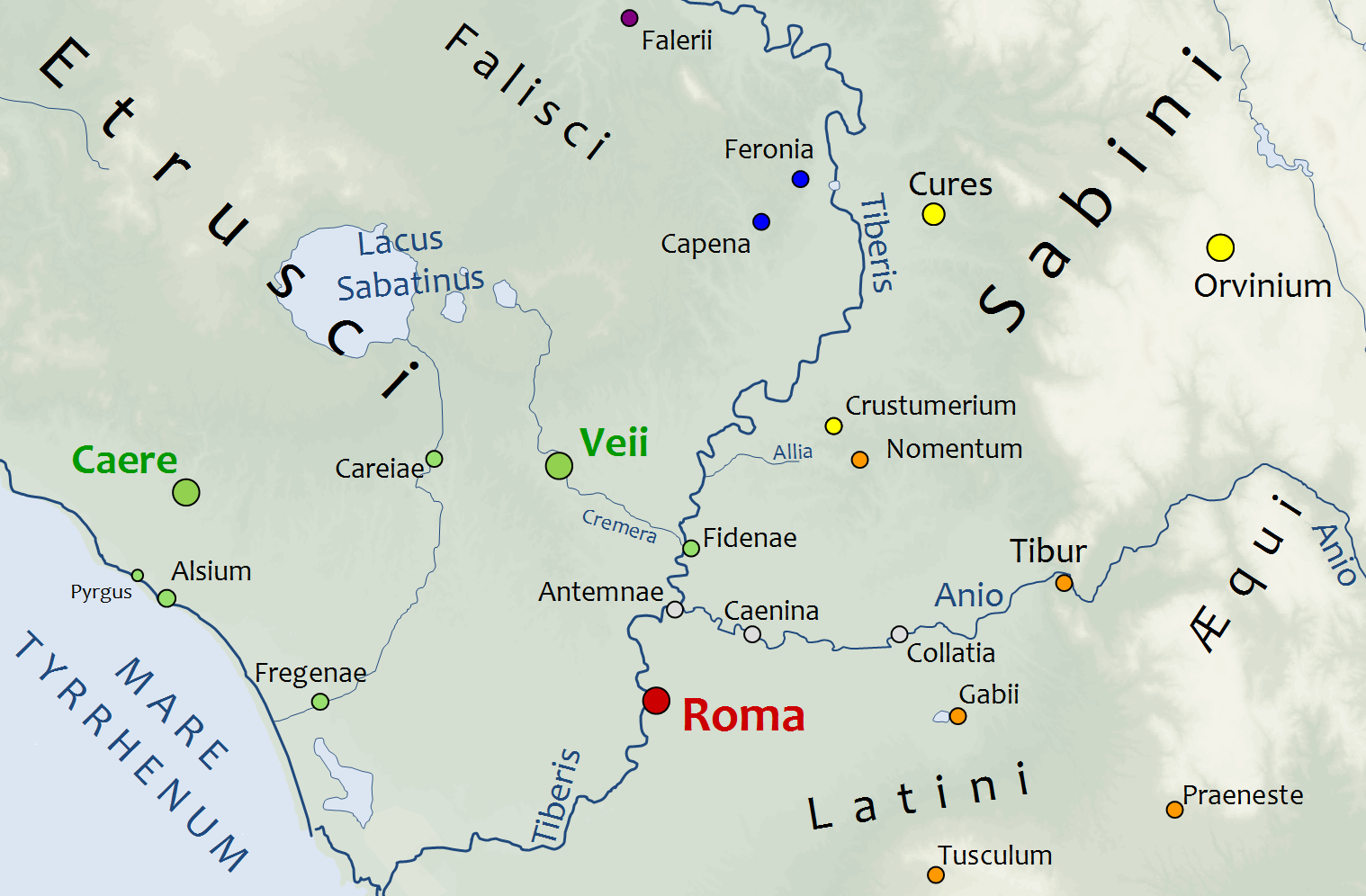
로마에서 카이니나의 위치

카이니나(Caenina)는 라티움의 고대 로마 근처에 있는 마을이었다.
로마의 초기 반 전설적인 역사에서 로마의 왕 로물루스는 남성 시민의 아내로 여성을 얻으려고 했다. 사절단이 인근 지역으로 파견되어 아내를 청했지만, 거절당하자 로물루스는 넵툰 이퀘스터 축제를 고안하고 로마 이웃들에게 이 축제를 선포했다. 카이니나의 시민들(카이니나인)은 크루스투미움, 안템나이, 그리고 많은 사비니인을 포함한 다른 많은 로마 이웃들과 함께 축제에 참석했다. 축제에서 로물루스는 신호를 보냈고, 로마인들은 관중들 사이에서 아내를 얻기 위해 처녀들을 붙잡았다. 이 사건은 ‘사비니 여인들의 강간’으로 알려져 있다.
그 사건에 분노한 카이니넨스의 왕은 그의 군대를 이끌고 로마 영토에 들어갔다. 로물루스와 로마인는 전투에서 카이니아인를 만나 그들의 왕을 죽이고 그들의 군대를 패주시켰다. 로물루스는 이후 카이니나를 공격하고, 첫 번째 공격에서 그것을 차지했다. 로마로 돌아온 로물루스는 유피테르 페레트리우스에게 신전을 헌납하고 (리비에 따르면 로마에서 처음으로 헌납된 신전) 적 왕의 소유물을 전리품으로 바쳤다. 파스티 트리움팔레스에 따르면, 로물루스는 기원전 752년 3월 1일에 카이니나인에 대한 승리를 축하했다.